# اداره اصلی اطلاعات (اتحاد جماهیر شوروی)
اداره اصلی اطلاعات (روسی: Главное разведывательное управление، آوانگاری Glavnoye razvedyvatel'noye upravleniye؛ IPA: [ˈglavnəjə rɐzˈvʲɛdɨvətʲɪlʲnəjə ʊprɐˈvlʲenʲɪjə]) به اختصار جی ار یو واحد اطلاعات خارجه ارتش
اتحاد جماهیر شوروی سوسیالیستی تا سال ۱۹۹۱ بود.
البته وظایفش در روسیه پس از فروپاشی هم تا ۷ می ۱۹۹۲ ادامه پیدا کرد. سپس منحل شد و اداره اصلی اطلاعات تأسیس شد.